# Le Premier Homme
Pour l’article homonyme, voir Le Premier Homme (film).
Pour un article plus général, voir Philosophie d'Albert Camus.
Le Premier Homme est un roman autobiographique inachevé d'Albert Camus, publié en 1994 par sa fille Catherine Camus aux éditions Gallimard.

## Résumé
En 1913, Henry Cormery arrive d'Alger pour prendre la gérance d'une ferme dans un petit village algérien près de Bône. Il est accompagné de sa femme sur le point d'accoucher. À leur arrivée, elle met au monde leur fils, Jacques. Quarante ans plus tard, nous retrouvons Jacques, devenu adulte, qui tente de savoir qui était son père. Celui-ci, mort lors de la guerre, un an après sa naissance, lui est donc inconnu. Jacques se rend pour la première fois sur sa tombe à Saint-Brieuc. Peu après, lors d'un voyage à Alger où il rend visite à sa mère, Catherine, il retourne à Bône pour tenter de savoir qui était son père. Tentative vouée à l'échec car les traces du passage de son père ont disparu. Sa mère, qui parle très peu, ne lui apprend rien de plus. Jacques se souvient de son enfance dans la maison de sa grand-mère chez qui vit Catherine, depuis la mort de son mari, avec son frère sourd et son oncle.
C'est une famille illettrée et très pauvre. Il rentre à l'école où il côtoie des enfants de parents plus aisés et prend plaisir à étudier. Son instituteur remarque ses aptitudes et rend visite à sa famille pour la persuader de le laisser étudier au Lycée. La grand-mère commence par refuser dans la mesure où elle compte sur le futur travail de Jacques en apprentissage pour apporter un peu plus d'argent au foyer. L'instituteur réussit cependant à la convaincre de le laisser passer l'examen des bourses pour entrer au lycée. Il lui donne gratuitement le soir des leçons particulières avec quelques camarades. Jacques sera reçu au lycée. Sa grand-mère tient à ce qu'il fasse sa première communion avant l'entrée au lycée. Elle lui fait donc suivre, à un rythme accéléré, un enseignement de catéchisme.
Avec le lycée d'Alger, il découvre un nouvel univers situé à l'autre bout de la ville dans un quartier bourgeois, où il se rend chaque jour par le tramway avec son ami Pierre.

## Adaptations

### Cinéma
- 2012 : Le Premier Homme, réalisé par Gianni Amelio

### Bande dessinée
- Le Premier Homme, illustré par José Muñoz, (Éditions Futuropolis), 2013[1]  (ISBN 9782754809788)
- Le Premier Homme, d'après l’œuvre d'Albert Camus, adaptation de Jacques Ferrandez, éditions Gallimard, 2017[2]  (ISBN 9782075074155)